# Battaglia di Huế
La battaglia di Huế (in inglese Battle of Huế o Siege of Huế, in vietnamita Trận Mậu Thân tại Huế) fu una battaglia, svoltasi dal 30 gennaio, notte del Tết Nguyên Ðán, il capodanno vietnamita, al 3 marzo 1968, in Vietnam nella città di Huế, durante la guerra del Vietnam e vide impegnati l'esercito nordvietnamita (NVA) ed i vietcong contro le forze statunitensi e sudvietnamite.
La battaglia si svolse durante l'offensiva del Têt e iniziò con l'attacco delle forze nordvietnamite e vietcong che in un primo momento superarono la resistenza avversaria e occuparono gran parte delle città. I reparti americani dovettero entrare in azione in massa e impiegare una devastante potenza di fuoco per riconquistare la città dopo violenti e prolungati combattimenti all'interno dell'area urbana. La vecchia città imperiale di Huế subì ingenti danni nei combattimenti che terminarono dopo oltre un mese con la riconquista da parte di americani e sudvietnamiti delle posizioni perdute nella fase iniziale.
Il successo tattico statunitense tuttavia non poté mascherare la sconfitta morale e propagandistica provocata dalla sorpresa iniziale e dalla dura resistenza delle forze comuniste in grado di infliggere pesanti perdite agli avversari e di continuare a combattere.

## L'offensiva del Têt
Nel gennaio del 1968 il periodo previsto per i festeggiamenti del Capodanno cinese, che nell'occasione coincideva con l'inizio dell'anno della scimmia, era considerato, al pari di ogni anno, un periodo di tregua e, come già avvenuto dall'inizio delle ostilità, entrambe le parti contendenti annunciarono il cessate il fuoco; da circa sei mesi tuttavia il dipartimento di Stato riceveva rapporti su una imminente offensiva congiunta nordvietnamita e Viet Cong ma non vi erano notizie precise sui tempi dell'azione. L'assedio di Khe Sanh, iniziato il 21 gennaio, trasse in inganno il generale William Westmoreland, il quale ritenne che l'attacco alla base di Khe Sanh facesse da preludio ad un attacco in forze nel nord del paese, allo scopo di aprire una breccia nelle difese americane sul 17º parallelo, commettendo l'errore di concentrare le sue riserve in quel settore.
L'offensiva prese il via nella notte tra il 30 ed il 31 gennaio, dopo che durante la giornata si erano registrati sporadici combattimenti, e, nonostante Westmoreland avesse messo le forze americane e sudvietnamite in stato di "allarme rosso" ed avvertito il presidente Nguyễn Văn Thiệu del pericolo, la sua vastità e la sua coordinazione colsero entrambi gli alleati di sorpresa: oltre a Saigon vennero contemporaneamente attaccati 36 capoluoghi di provincia su 44, 5 città autonome su 6 e 64 capoluoghi di distretto su 242 con una forza di 84 000 uomini.

## Le forze in campo
La città di Huế, sita nella provincia di Thua Thien-Hue ed attraversata dal Fiume dei Profumi, si trovava a circa 50 chilometri a sud della zona smilitarizzata e distante 12 chilometri dalla base dei marines di Phu Bai, dove era di stanza la cosiddetta "Task Force X-Ray", comandata dal generale di brigata Foster Lahue, composta da 3 battaglioni per un totale di 4 000 uomini. La città fino a quel momento, era stata risparmiata dai combattimenti su vasta scala ed il suo dispositivo di difesa era composto da un battaglione della 1ª divisione sudvietnamita, comandata dal generale di brigata Ngo Quang Truong, mentre la presenza americana all'interno della città era limitata ad alcuni consiglieri; il numero limitato di truppe presenti ad Huế il 30 gennaio dovette fronteggiare una forza congiunta nordvietnamita e Viet Cong che assommava circa 12 000 uomini.

## La battaglia all'interno della città

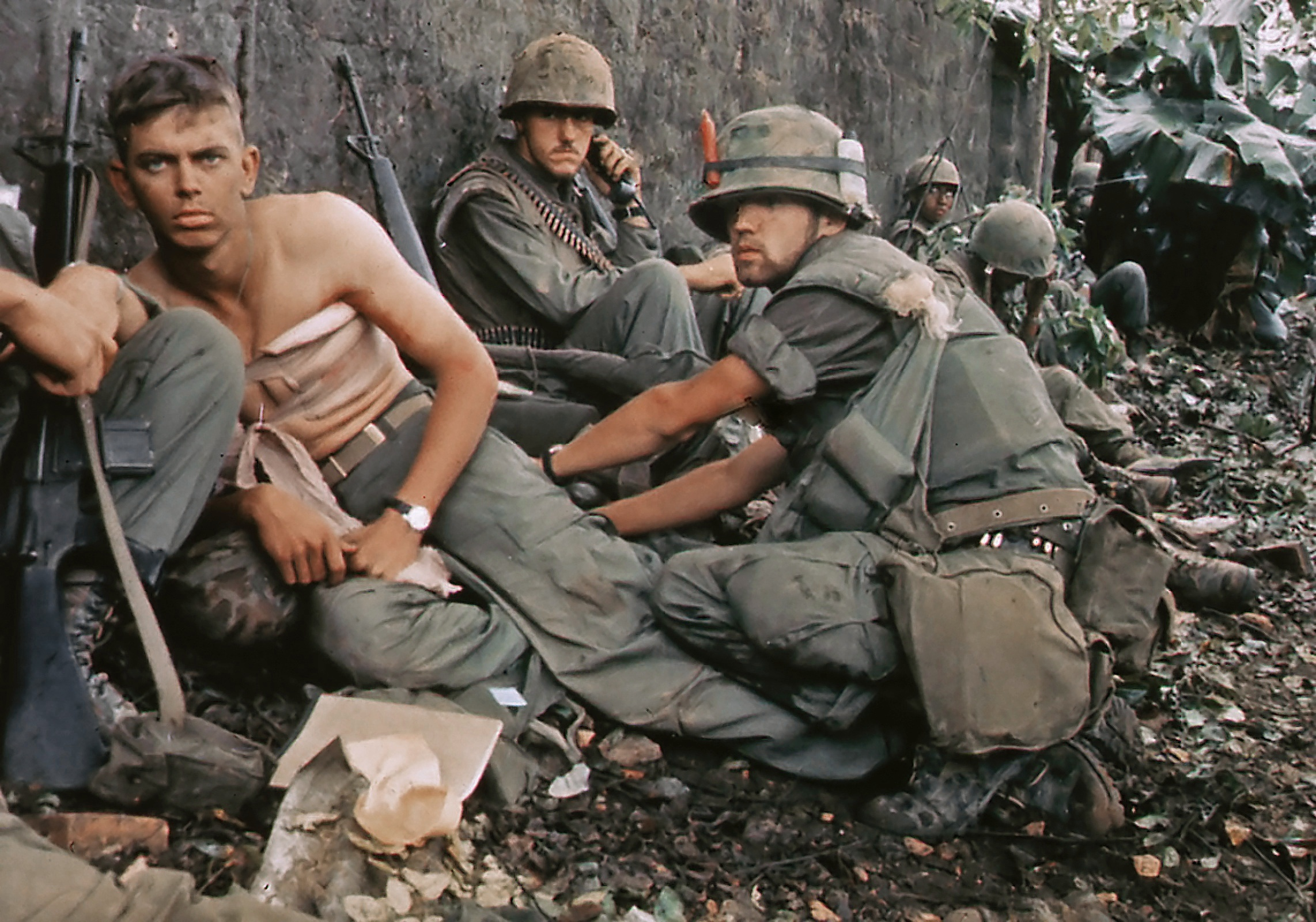
Marines feriti durante i combattimenti ad Huế

L'attacco ebbe inizio alle ore 03.40 del 31 gennaio ed il battaglione sudvietnamita a presidio di Huế riuscì momentaneamente ad arginare l'avanzata di due battaglioni di fanteria nordvietnamiti ma la sproporzione delle forze in campo consentì agli assalitori di prendere rapidamente il controllo di quasi tutta la città, issando la bandiera Viet Cong sulla sommità del palazzo imperiale. Il generale Lahue inviò prontamente la compagnia A del 1º battaglione marine sulla strada n. 7 in direzione di Huế, con l'incarico ulteriore di liberare la sede del comando americano ormai accerchiato; il reparto tuttavia cadde in un'imboscata a circa metà del percorso e dovette essere inviata in appoggio una forza comandata dal tenente colonnello Marcus Gravel, composta dal Reparto Comando, dalla compagnia D del 1º battaglione marine, un plotone controcarro dotato di cannoni da 106 s.r. ed alcuni elementi del genio, la quale si mosse in direzione di Huế lungo la strada n. 1.

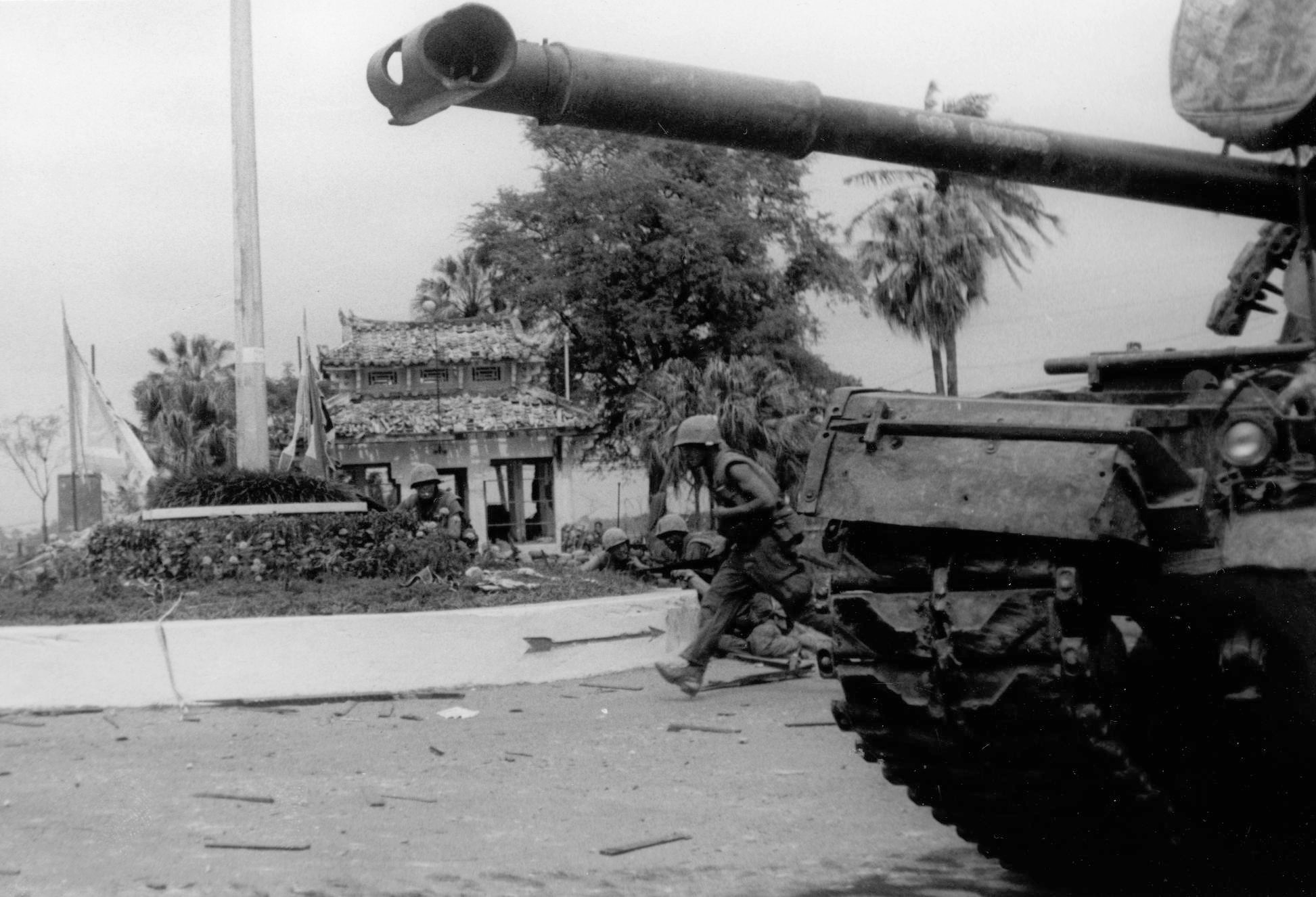
Marines statunitensi a fianco di un carro armato M48 Patton

Le forze di Gravel riuscirono a portare soccorso alla compagnia A e successivamente ad entrare in città, superando il ponte sul canale Phu Cam, e penetrando, intorno alle ore 15.00, nel perimetro del comando americano; il primo tentativo di riunirsi con le forze sudvietnamite tuttavia fallì, a causa dell'impossibilità di superare il ponte di Nguyen, sottoposto ad un pesante fuoco nemico, ed identico destino ebbe il secondo tentativo, compiuto la mattina del giorno successivo. L'arrivo di altri reparti marine, tra i quali un battaglione (il 2° del 5º reggimento marines, comandato dal tenente colonnello Ernest Cheatham, consentì agli americani di avanzare e di stabilire dei capisaldi all'interno della Città Vecchia; il 6 febbraio vennero riconquistati la prigione, l'ospedale ed il comando americano; il 9 febbraio gli americani ripresero il controllo della Città Nuova ed il 12 febbraio poterono schierarsi attorno alla Città Vecchia
.
Nei giorni successivi i combattimenti proseguirono strada per strada, con il supporto dell'artiglieria navale, dell'artiglieria pesante terrestre e del fuoco aereo: il 21 febbraio venne ripreso il Palazzo Imperiale ed il 25 febbraio gli scontri all'interno della città cessarono.

## L'epurazione

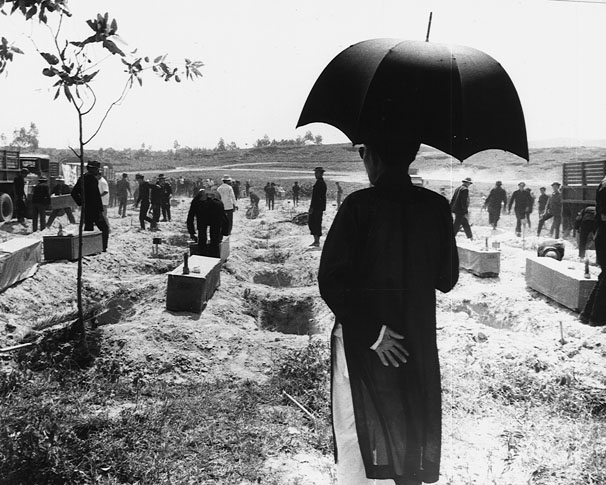
La sepoltura di 300 vittime non identificate

Il 25 febbraio, dopo la liberazione di Huế, fu scoperta un'epurazione avvenuta tra gli abitanti della città; in un documento di provenienza Viet Cong caduto in mano americana si affermava infatti che questi, insieme alle forze nordvietnamite, avevano eliminato 1 892 amministratori, 38 poliziotti ed altre 70 persone definite "tiranni". Nel successivo anno e mezzo vennero scoperti 2 800 corpi, seppelliti in fosse comuni fuori città.
Radio Hanoi parlò di questi morti definendoli "lacchè teppisti che avevano pagato il loro debito di sangue", mentre in seguito gli omicidi apparvero come frutto di liste nere, compilate prima dell'occupazione di Huế, e messi in pratica da squadre della morte, incaricate di giustiziare impiegati, insegnanti, capi religiosi, intellettuali e persone legate agli americani a seguito di un processo sommario. Tra le vittime figurarono anche tre medici tedeschi, due missionari francesi e Stephen Miller, facente parte del servizio informazioni americano.

## Filmografia
- Full Metal Jacket, regia di Stanley Kubrick (1987)